# Philip Beaver
Philip Beaver né le 28 février 1766 à Lewknor (Oxfordshire) et décédé le 5 avril 1813 à bord de son navire HMS Nisus (en) dans la baie de la Table en Afrique du Sud était un officier de la Royal Navy.

## Biographie
Philip Beaver était le fils du révérend James Beaver et de son épouse. À la mort de son père en 1777, sa mère accepta la proposition du capitaine Joshua Rowley d'embarquer le jeune Philip à bord de son navire le HMS Monarch. Son baptême du feu eut lieu à la Bataille d'Ouessant (1778). Philip Beaver suivit ensuite son commandant à mesure que celui-ci montait en grade et changeait de navire : HMS Suffolk (en), HMS Conqueror (en), HMS Terrible (en) puis HMS Princess Royal stationnés dans les Antilles jusqu'à la fin de la Guerre d'indépendance américaine. À partir 1783, Philip Beaver vécut dix ans avec sa mère à Boulogne-sur-Mer. Promu lieutenant, il servit peu à bord de navires.
En 1793-1794, Philip Beaver participa à une tentative avortée de colonisation sur l'île de Bulama en Sierra Leone.
Avec les guerres de la Révolution, Philip Beaver retrouva du service à bord du HMS Stately (en) stationnée en Inde. Remarqué par George Keith Elphinstone, il fut pris à bord du HMS Foudroyant puis de la HMS Barfleur. Là, en 1799, il se heurta avec le jeune Thomas Cochrane et fut responsable de la première cour martiale de ce dernier.
L'année suivante, il épousa à Gibraltar sa fiancée, une Miss Elliott. Il devint aussi commander et fut fait Captain of the Fleet de l'amiral Keith. À ce titre, il participa au siège de Gênes en 1800 puis aux opérations en Égypte et dans l'Empire ottoman où il commanda la HMS Déterminée. Il en fut récompensé par une boîte ornée de diamants et l'ordre du Croissant. Durant la paix d'Amiens, il fut chargé de diriger les unités territoriales d'Essex.
Avec la reprise de la guerre, il retrouva du service dans les Antilles, à bord de la HMS Acasta. Il la conduisit jusqu'à La Guaira où il captura la corvette française Serpent sous le commandement de Paul de Lemanon. Beaver se rendit immédiatement à Caracas, apportant des nouvelles du soulèvement espagnol contre l'invasion napoléonienne et de la formation des Juntes pour défendre le droits du Ferdinand VII. De cette manière, les Vénézuéliens furent informés qu'un changement d'alliances avait eu lieu jusqu'en Mai 1808, l'Espagne et la France ayant combattu ensemble contre l'Angleterre ; Depuis lors, l'Angleterre et l'Espagne combattent ensemble contre les Français. Beaver resta aux Antilles jusqu'à la prise de la Martinique en février 1809. Il fut ensuite stationné avec le tout neuf HMS Nisus (en) dans l'océan Indien. Il participa à la conquête de Maurice puis à celle de Java. Après une longue station au Mozambique, il fut rappelé en Grande-Bretagne. Il mourut à bord de son navire d'une infection intestinale dans d'atroces douleurs. Ruiné, il laissa sa veuve et ses six enfants dans la misère.

### Source
- (en) J. K Laughton (revu par Andrew Lambert), « Beaver, Philip (1766–1813) », Oxford Dictionary of National Biography,‎ 2004 (lire en ligne)